# Željin
Željin is een berg in Servië. De berg wordt ingesloten door de Ibar, Morava en de Kopaonik. Op deze berg ontspringt de rivier de Rasina, die uitkomt in de Westelijke Morava. De Željin wordt bedekt door bossen en is rijk aan mineralen. Ook is hier een aantal thermische bronnen.